# 논산열린도서관
논산열린도서관은 충청남도 논산시에 있는 공립 도서관이다.

## 연혁
- 2017. 07. 29 도서관 건축공사 착공
- 2018. 05. 10 명칭 공모: 논산열린도서관으로 명칭 확정
- 2019. 01. 01 논산시 도서관 설치 및 운영 조례 및 시행규칙 제정
- 2019. 01. 24 도서관 건축공사 준공
- 2019. 05. 21 논산열린도서관 임시개관
- 2019. 05. 24 논산열린도서관 개관(식)